# تاماریسی
تاماریسی (به گرجی: თამარისი) یک روستا در شهرداری ازورگتی ناحیه گوریا در غرب گرجستان است. تاماریسی در ۳۱ مارس ۱۹۸۲ میلادی ایجاد شد. این روستا در سال ۲۰۰۲ میلادی، ۴۳۴ نفر جمعیت داشت.